# Tang Qianhui
Tang Qianhui (chinesisch 汤千慧, Pinyin Tāng Qiānhuì; * 10. September 2000 in Chengdu) ist eine chinesische Tennisspielerin.

## Karriere
Tang spielt überwiegend auf der ITF Women’s World Tennis Tour, wo sie bislang 17 Titel im Doppel gewinnen konnte.
Ihre größten Erfolge auf der WTA Tour waren die Doppelsiege der Jiangxi Open 2017 und 2018 in Nanchang sowie bei den Hong Kong Tennis Open 2023.

## Turniersiege

### Doppel
| Nr. | Datum             | Turnier             | Kategorie         | Belag     | Partnerin           | Finalgegnerinnen                             | Ergebnis          |
| --- | ----------------- | ------------------- | ----------------- | --------- | ------------------- | -------------------------------------------- | ----------------- |
| 1.  | 8. Juli 2016      | Yuxi                | ITF $25.000       | Hartplatz | Jiang Xinyu         | Gai Ao Guo Shanshan                          | 6:2, 3:6, [10:5]  |
| 2.  | 12. Mai 2017      | Yuxi                | ITF $25.000       | Hartplatz | Jiang Xinyu         | Gai Ao Kang Jiaqi                            | 6:2, 7:5          |
| 3.  | 19. Mai 2017      | Qujing              | ITF $25.000       | Hartplatz | Jiang Xinyu         | Feng Shuo Zhao Xiaoxi                        | 6:4, 6:3          |
| 4.  | 27. Mai 2017      | Lu’an               | ITF $60.000       | Hartplatz | Jiang Xinyu         | Mana Ayukawa Erika Sema                      | 7:5, 6:4          |
| 5.  | 21. Juli 2017     | Tianjin             | ITF $25.000       | Hartplatz | Jiang Xinyu         | Liu Chang Lu Jiajing                         | 6:4, 6:1          |
| 6.  | 29. Juli 2017     | Nanchang            | WTA International | Hartplatz | Jiang Xinyu         | Alla Kudrjawzewa Arina Rodionova             | 6:3, 6:2          |
| 7.  | 28. Juli 2018     | Nanchang            | WTA International | Hartplatz | Jiang Xinyu         | Lu Jingjing You Xiadi                        | 6:4, 6:4          |
| 8.  | 6. Juli 2019      | Tianjin             | ITF W25           | Hartplatz | Jiang Xinyu         | Wu Meixu Zheng Wushuang                      | 7:5, 6:2          |
| 9.  | 24. August 2019   | Guiyang             | ITF W25           | Hartplatz | Jiang Xinyu         | Eudice Chong Aldila Sutjiadi                 | 7:5, 7:5          |
| 10. | 7. September 2019 | Changsha            | ITF W60           | Sand      | Jiang Xinyu         | Rutuja Bhosale Erika Sema                    | 6:3, 3:6, [11:9]  |
| 11. | 19. Oktober 2019  | Suzhou              | ITF W100          | Hartplatz | Jiang Xinyu         | Ankita Raina Rosalie van der Hoek            | 3:6, 6:3, [10:5]  |
| 12. | 2. November 2019  | Liuzhou             | ITF W60           | Hartplatz | Jiang Xinyu         | Ankita Raina Rosalie van der Hoek            | 6:4, 6:4          |
| 13. | 10. Juni 2023     | Luzhou              | ITF W25           | Hartplatz | Li Yu-yun           | Feng Shuo Zheng Wushuang                     | 7:64, 6:2         |
| 14. | 9. September 2023 | Nakhon Si Thammarat | ITF W25           | Hartplatz | Punnin Kovapitukted | Misaki Matsuda Naho Satō                     | 7:62, 1:6, [10:3] |
| 15. | 15. Oktober 2023  | Hongkong            | WTA 250           | Hartplatz | Tsao Chia-yi        | Oksana Kalaschnikowa Aljaksandra Sasnowitsch | 7:5, 1:6, [11:9]  |
| 16. | 2. Dezember 2023  | Yokohama            | ITF W40           | Hartplatz | Liang En-shuo       | Aoi Ito Natsumi Kawaguchi                    | kampflos          |
| 17. | 10. Februar 2024  | Burnie              | ITF W75           | Hartplatz | You Xiaodi          | Ma Yexin Alana Parnaby                       | 6:4, 7:5          |
| 18. | 5. Mai 2024       | Gifu                | ITF W100          | Hartplatz | Liang En-shuo       | Kimberly Birrell Rebecca Marino              | 6:0, 6:3          |
| 19. | 11. Mai 2024      | Lu’an               | ITF W75           | Hartplatz | Zheng Wushuang      | Luksika Kumkhum Peangtarn Plipuech           | 6:1, 6:2          |
| 20. | 7. September 2024 | Incheon             | ITF W100          | Hartplatz | Zheng Wushuang      | Feng Shuo Aoi Ito                            | 6:2, 6:3          |